# Acantocèfals
Els acantocèfals (Acanthocephala, gr. 'cap espinós') són un embrancament de cucs paràsits caracteritzats per la presència d'una probòscide evaginable recoberta d'espines. Els adults viuen sempre en l'intestí de vertebrats, incloent-hi l'ésser humà. Tenen cicles biològics complexos, que impliquen dos hostes, un artròpode (hoste intermediari) i un vertebrat com a hoste definitiu (peixos, amfibis, ocells o mamífers). Se n'han descrit 1.194 espècies.

## Característiques

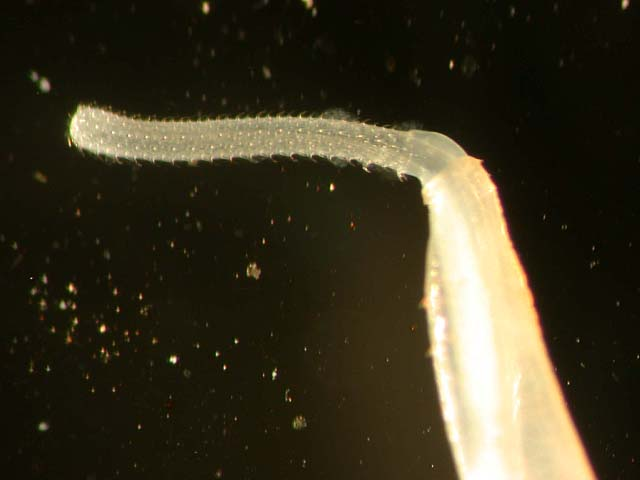
Probòscide de Rhadinorhynchus sp.

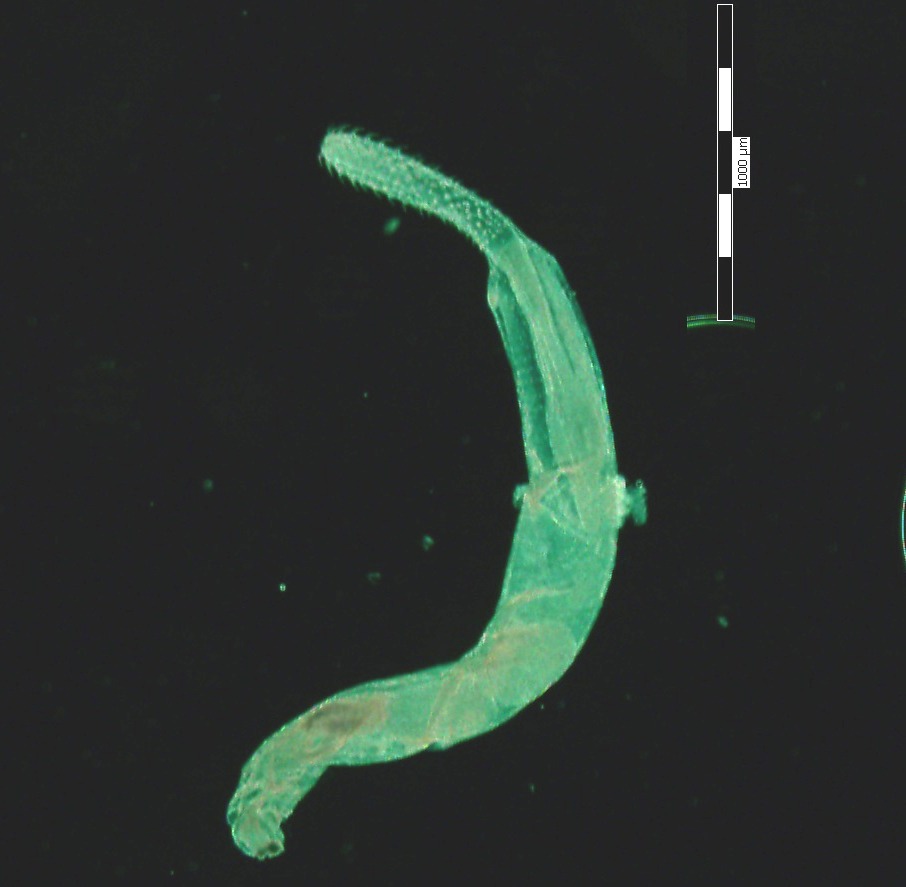
Telosentis exiguus.

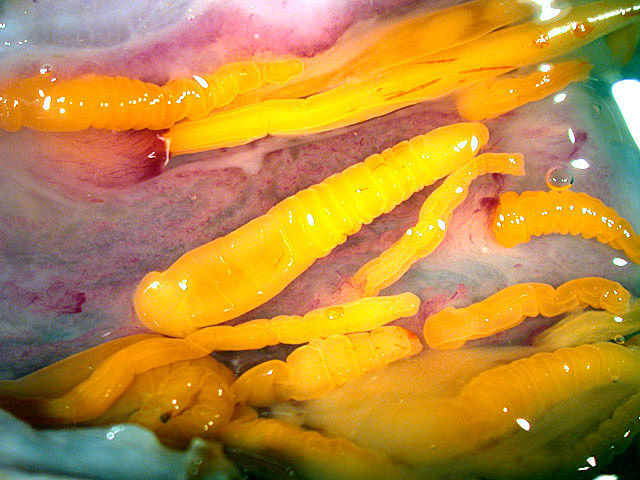
Pomphorhynchus sp. parasitant un peix (tallahams).

Els acantocèfals tenen un cos allargat, cilíndric o lleugerament aplatat, de dimensions compreses entre 1 mm i més d'1 m, com Gigantorhynchus gigas. Estan profundament adaptats i modificats per la vida paràsita i l'organisme és un simple sac pseudocelomàtic d'òrgans reproductors, amb una estructura evaginable i espinosa en un extrem; han perdut la boca i la resta de l'aparell digestiu, i absorbeixen els nutrients ja digerits per l'hoste a través del tegument corporal, molt prim; els sistemes muscular, nerviós, circulatori i excretor estan molt reduïts. Són dioics amb un cert dimorfisme sexual; en general les femelles són una mica més grosses que els mascles.

## Cicle biològic
La fecundació és interna. La femella deixa anar els ous embrionats madurs dins l'intestí del seu hoste vertebrat, i surten a l'exterior amb els excrements. De l'ou surt una larva, coneguda com a acàntor, que té ganxos o espines a l'extrem anterior amb les quals es fixarà a l'intestí de l'hoste intermediari (un insecte en el cas d'acantocèfals terrestre i un crustaci en el cas dels aquàtics). El paràsit accedeix al seu hoste definitiu per via oral (depredació de l'hoste intermediari) on s'instal·la a l'intestí i madura produint mascles i femelles adultes.
Els acantocèfals són agents causals de malalties en diversos animals domèstics i en l'home. El dany el produeixen quan penetren en la mucosa intestinal amb la seva trompa espinosa. En l'home han estat trobades cinc espècies paràsites: Acanthocephalus rauschi (de peixos), Macracanthorhynchus hirudinaceus (pròpia del porc), Corynosoma strumosum (de foques), Moniliformis moniliformis (de rosegadors), i Acanthocephalus bufonis (de gripaus).

## Filogènia
Els acantocèfals estan molt adaptats a la vida parasitària i han perdut molts òrgans i estructures a través dels processos evolutius. Això fa que determinar el parentesc amb altres tàxons comparant la morfologia sigui problemàtic. Anàlisis filogenètiques amb el 18S ribosomal han demostrat que els acantocèfals estan més estretament emparentats amb els rotífers, o podrien pertànyer a aquest fílum. Els dos estan inclosos en el grup dels platizous.
El següent cladograma mostra les afinitats dels acantocèfals:
|  | Micrognathozoa                                              |
|  |                                                             |
|  | \| \| Acanthocephala \| \| \| \| \| \| Rotifera \| \| \| \| |
|  |                                                             |
|  | Acanthocephala                                              |
|  |                                                             |
|  | Rotifera                                                    |
|  |                                                             |

|  | Acanthocephala |
|  |                |
|  | Rotifera       |
|  |                |

|  | Micrognathozoa                                              |
|  |                                                             |
|  | \| \| Acanthocephala \| \| \| \| \| \| Rotifera \| \| \| \| |
|  |                                                             |
|  | Acanthocephala                                              |
|  |                                                             |
|  | Rotifera                                                    |
|  |                                                             |

|  | Acanthocephala |
|  |                |
|  | Rotifera       |
|  |                |

## Taxonomia
Els acantocèfals inclouen quatre classes i vuit ordres:
Classe Archiacanthocephala
- Ordre Apororhynchida
- Ordre Gigantorhynchida
- Ordre Moniliformida
- Ordre Oligacanthorhynchida

Classe Eoacanthocephala
- Ordre Gyracanthocephala
- Ordre Neoechinorhynchida

Classe Palaeacanthocephala
- Ordre Echinorhynchida
- Ordre Polymorphida
- Order Heteramorphida